# Woolwich and South East London Tramways
Die Woolwich and South East London Tramways Company war ein Betreiber von Pferdebahnen im Südosten Londons im Rahmen des größeren Netzes der Straßenbahn London. Die Gesellschaft betrieb von 1881 bis 1905 Strecken mit einer Gesamtlänge von etwa sieben Kilometern in Woolwich, Plumstead und Greenwich. 

## Geschichte
1879 wurde zunächst eine Woolwich and Plumstead Tramways Company gegründet, die am 26. August 1880 eine Konzession zum Bau und Betrieb einer Pferdebahn von Woolwich nach Plumstead erhielt. Schon kurz darauf wurde sie von der Woolwich and South East London Tramways Company aufgekauft, die mit dem Bau der Strecke begann. Als Spurweite wählte man aufgrund der schmalen Straßen und engen Kurven der geplanten Strecke die Kapspur (1067 mm). Die Bahn war damit neben der Highgate Hill Tramway, einer Kabelstraßenbahn im Norden der Stadt, der einzige schmalspurige Straßenbahnbetrieb in London.
Obwohl die Strecke bereits im April 1881 fertiggestellt war, verzögerte sich die Eröffnung noch bis zum 4. Juni des Jahres, da die Fahrzeuge zu spät angeliefert wurden. Die Strecke begann an der Kreuzung Powis Street / Hare Street in Woolwich und verlief über Powis Street, Beresford Square, Plumstead Road und Plumstead High Street bis zur Kirche in Plumstead in der Nähe der St. Nicholas Road. Eine Zweigstrecke begann in der Woolwich High Street an der Woolwich-Fähre (Ecke Nile Street) und verlief durch die High Street und Beresford Street zum Beresford Square, wo sie auf die andere Strecke traf. Die Gleisanlage war einspurig mit Ausweichen. Es wurden keine Querschwellen eingebaut, sondern die Schienen ruhten in einem Längstrog aus Stahl, der in Zement eingegossen war. Das Depot der Bahn befand sich in Plumstead in der Cage Lane (heute Lakedale Road) unmittelbar südlich der Plumstead High Street. Noch heute erinnert dort die Straße Old Tramyard (Alter Straßenbahnhof) an diesen Betriebshof, dessen Gebäude weiterhin anderweitig genutzt werden.
Bereits Anfang Juli 1881 wurde der Betrieb auf der Zweigstrecke zur Fähre vorläufig eingestellt. Ende Oktober 1881 endete auch der Regelbetrieb in der Powis Street und die von Plumstead kommenden Wagen endeten zumeist am Beresford Square.
1881 erhielt die Bahngesellschaft eine zweite Streckenkonzession für eine Bahn von Greenwich nach Woolwich, die im Sommer 1882 gebaut und am 21. November des Jahres eröffnet wurde. Sie begann an der Endstelle William IV (King William Lane) der London Tramways in Greenwich und führte durch die Trafalgar Road, Lower Road (heute Woolwich Road), Albion Road (heute Woolwich Road), Woolwich Road, Woolwich Church Street und Woolwich High Street bis zur Fähre. Die frühere Zweigstrecke zur Fähre wurde nun wieder betrieben und wurde damit Teil der Hauptstrecke. Die Strecke war eingleisig mit einem zweigleisigen Abschnitt in der Church Street und Woolwich High Street. Die beiden Streckengleise mussten jedoch aufgrund der Straßenbreite so eng aneinander gebaut werden, dass eine Begegnung zweier Bahnen nicht überall möglich war. Erst 1893 konnte die Straße in diesem Bereich verbreitert und der Gleisabstand erhöht werden. 
Die Wagen fuhren zumeist von Greenwich nach Plumstead, nur wenige Wagen endeten in Woolwich in der Powis Street. Die Bahngesellschaft beantragte 1883, die ursprüngliche Strecke durch die Powis Street bis zur Church Street zu verlängern, was jedoch von der Gemeinde abgelehnt wurde. Schon bald wurde der Betrieb auf der Powis Street ganz eingestellt. Im Normalbetrieb fuhr alle acht Minuten ein Wagen auf der Gesamtstrecke. Für den starken Mittagsverkehr von und zum Woolwich Arsenal wurden Expresswagen ab Plumstead eingesetzt, die ohne Zwischenhaltestellen verkehrten. Die Fahrgäste mussten während der Fahrt auf- bzw. abspringen. Als 1903 die Straßenbahn Bexley gebaut wurde, verlängerte man die Strecke in Plumstead um einige Meter, sodass die Gleise bis an das Streckenende der Straßenbahn Bexley heranreichten. Eine Gleisverbindung war aufgrund der unterschiedlichen Spurweite nicht möglich.
Nach einem jahrelangen Rechtsstreit um die Kaufsumme erwarb der London County Council die Bahn mit Wirkung vom 1. Juni 1905 und gliederte sie in die London County Council Tramways ein. Kurz darauf begannen die Arbeiten zur Umspurung und Elektrifizierung der Strecke, die sich jedoch bis 1914 hinzogen. Die Stichstrecke in die Powis Street in Woolwich wurde nicht umgespurt, sondern spätestens 1908 stillgelegt. Ungewöhnlicherweise wurde zuletzt das mittlere Streckenstück von der Chapel Street zur Woolwich-Fähre umgespurt. In den letzten Jahren der Schmalspurpferdebahn wurden die Wagen daher auf normalspurigen Flachwagen zum bereits umgespurten Betriebshof transportiert. Die Straßenbahnstrecke von Greenwich nach Plumstead gehörte zu den als letztes stillgelegten Strecken in London und war bis 1952 in Betrieb.

## Fahrzeuge
Aufgrund der schmaleren Spurweite kamen auf der Bahn kleinere Wagen als bei anderen Londoner Betrieben zum Einsatz. Die zuletzt insgesamt 32 Doppeldecker-Fahrzeuge hatten 32 Sitzeplätze.